# أمير باغيري
أمير باغيري Amir Bagheri (ولد في 20 سبتمبر 1978) لاعب شطرنج إيراني يحمل لقب أستاذ كبير.
- وهو ثاني إيراني يحصل على لقب أستاذ كبير.
- تأهل لبطولة العالم للشطرنج عام 1999، لكن لم يلعب بسبب مشاكل في الفيزا.
- شارك في بطولة العالم للشطرنج عام 2000، وخرج من الجولة الأولى.
- لعب باسم إيران في أولمبياد الشطرنج في 1998 و2000.

## روابط خارجية
- أمير باغيري على موقع الاتحاد الدولي للشطرنج (الإنجليزية)
- أمير باغيري على موقع مباريات الشطرنج (الإنجليزية)
- أمير باغيري على موقع 365Chess.com (الإنجليزية)
- أمير باغيري على موقع Chesstempo.com (الإنجليزية)
- أمير باغيري سجل أولمبياد الشطرنج على موقع OlimpBase.org (الإنجليزية)